# Ottó Bláthy
Ottó Bláthy  (n. 11 august 1860, Tata, Komárom-Esztergom, Ungaria – d. 26 septembrie 1939, Budapesta, Regatul Ungariei) a fost un inventator și inginer maghiar. A mai avut preocupări legate de studiul mișcărilor jocului de șah.
Împreună cu Miksa Déri și Károly Zipernowsky, Bláthy este co-inventatorul transformatorului  modern (în 1885). Ottó Bláthy a mai inventat un turbo-generator și un wattmetru de curent continuu.

## Vezi și
- Știința și tehnologia în Ungaria
- Listă de inventatori